# Ghosts (Kurzfilm)
Ghosts (englisch für: Geister, Alternativtitel Michael Jackson’s Ghosts) ist ein Kurzfilm des US-amerikanischen Sängers Michael Jackson, der an die klassischen Horrorfilme wie Frankenstein oder Dracula angelehnt ist. Jackson arbeitete für Ghosts mit dem für seine Horrorromane berühmten Schriftsteller Stephen King zusammen, der auch die Idee für diesen Film gehabt haben soll. Regie führte der Spezialeffektkünstler Stan Winston. Zuständig für die Make-up-Effekte war der Oscarpreisträger Rick Baker (u. a. American Werewolf und Men in Black). Die Produktionskosten beliefen sich auf schätzungsweise 7 bis 9 Millionen US-Dollar.

## Handlung
Die Bürger einer Kleinstadt fühlen sich von einem merkwürdigen und unheimlichen Mann namens Maestro belästigt, der in einem gruseligen Haus wohnt. Der Bürgermeister geht mit ein paar Leuten zum Haus des Maestros Haus, um ihn zum Verlassen Stadt aufzufordern. Der Maestro lässt sich nicht so leicht vertreiben und will stattdessen dem furchtlosen Bürgermeister Angst einjagen. Er singt und tanzt mit seinen Ghulen und wird im Gegensatz zum Bürgermeister den übrigen Leuten immer sympathischer. Zum Schluss gelingt es ihm, den Bürgermeister so sehr zu erschrecken, dass dieser panisch zum Fenster hinausspringt. Die Leute haben festgestellt, dass der Maestro doch kein so schlechter Kerl ist.
Nach dem Abspann folgt ein kurzes Making-of.

## Soundtrack
Den sinfonischen Teil des Soundtracks komponierte Nicholas Pike. 
Michael Jackson singt folgende Lieder:
- 2 Bad
- Is It Scary
- Ghosts (im Abspann zu hören)

2 Bad war bereits auf dem Studioalbum HIStory erschienen. Ghosts und Is It Scary wurden auf dem aktuellen Remix-Album Blood on the Dance Floor – HIStory in the Mix veröffentlicht. Das Lied Ghosts wurde als Teil der Single HIStory / Ghosts ausgekoppelt. Im Abspann ist Ghosts lediglich in einer unvollendeten Version zu hören.

## Entstehung
Die Produktion von Ghosts hat ihre Ursprünge 1993, als das Lied Is This Scary für die Familienkomödie Die Addams Family in verrückter Tradition aufgenommen wurde. Aus unbekannten Gründen wurde die Zusammenarbeit jedoch vorher beendet.
Stan Winston, der zuvor in zahlreichen Kinofilmen für Make-up und visuelle Effekte verantwortlich war, übernahm die Regie von Ghosts.
Zunächst stand nur das Lied 2 Bad einschließlich modifizierter Instrumentalpassagen im Vordergrund des Films. Die Songs Ghosts und Is It Scary wurden erst 1997 nachträglich in den Film hineingemischt. Eine Montage aus verschiedenen Sequenzen des Films diente später als Videoclip zum Lied Ghosts.
Mit einer Laufzeit von über 38 Minuten hielt es bis 2013 den Rekord als längstes Musikvideo, bevor es von Pharrell Williams’ Happy abgelöst wurde.

## Veröffentlichung

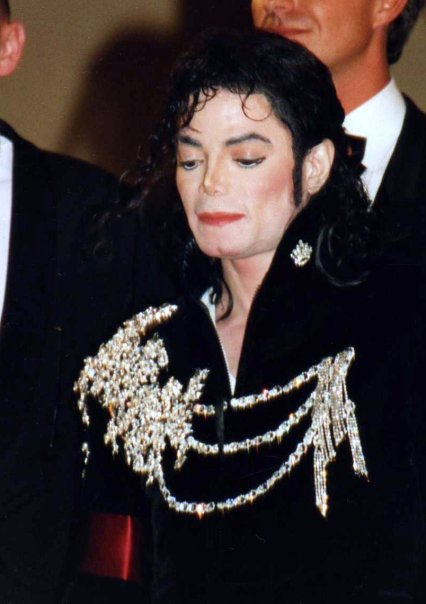
Michael Jackson bei der Premiere von Ghosts in Cannes

Ghosts wurde bei den Internationalen Filmfestspielen von Cannes 1997 gezeigt.
Wegen des geringen Erfolgs in den USA wurde der Film nicht in deutschen Kinos gezeigt. 
1997 erschien Ghosts auf VHS und Laserdisc sowie 2001 auf VCD. 
Im Dezember 1997 wurde in Europa ein Deluxe Collector Box Set von Ghosts veröffentlicht, um Jacksons Remix-Album Blood on the Dance Floor zu promoten. Dieses Box-Set enthielt die VHS-Kassette von Ghosts, ein Begleitheft, das Album Blood on the Dance Floor auf CD sowie eine limitierte Single-CD mit dem Titel On the Line, auf der sich außerdem jeweils ein Remix von Ghosts und Is It Scary befand.
Der Film hatte in Deutschland seine Fernsehpremiere bei Sat.1. 
Musiksender zeigten außerdem den Videoclip zum Lied Ghosts, der aus verschiedenen Szenen des Filmes zusammengeschnitten wurde. 
Im Sommer 2013 zeigte VH1 die Langversion des Making-of.
2020 war der Film vom 29. Oktober bis zum 1. November im Rahmen von Halloween auf Jacksons YouTube-Kanal verfügbar.